# Stobiecko Szlacheckie
Stobiecko Szlacheckie – wieś w Polsce położona w województwie łódzkim, w powiecie radomszczańskim, w gminie Ładzice.
W latach 1975–1998 miejscowość administracyjnie należała do województwa piotrkowskiego.

## Historia
Według „Słownika geograficznego Królestwa Polskiego” wieś i folwark Stobiecko Szlacheckie w roku 1827 posiadały 12 domów, 42 mieszkańców i młyn a w roku 1870 folwark miał 888 mórg, 8 budynków murowanych, 11 drewnianych, park z sadem pow. 15 mórg. W roku 1557 stanowił własność Jana Stobieckiego, w końcu XIX wieku dobra należały do Romualda Hubego. Na podstawie Ksiąg Hipotecznych znajdujących się w Biurze Notarialnym w Radomsku rep.218 dz. I i II dobra w roku 1890 miały 733 mrg. W roku 1919 z majątku wydzielono 79 mrg jako kolonię. Według księgi II w roku 1892 należały do Józefa Wierzchlejskiego, w roku 1910 prawo własności przechodzi na Jana Narcyza Jaskłowskiego, a po jego śmierci w roku 1918 majątek dziedziczy jego syn Jan Maksymilian Jaskłowski. W roku 1929 dobra zajmują przestrzeń 310 ha.
Z dniem 1 marca 1945 roku na podstawie dekretu Polskiego Komitetu Wyzwolenia Narodowego z dnia 6 września 1944 r. o przeprowadzeniu reformy rolnej (tekst jedn.: Dz.U. z 1945 r. nr 3, poz. 13, z późn. zm.) o przeprowadzaniu reformy rolnej /Dekret 4.08.1945/ majątek przeszedł na Skarb Państwa. Dobra zostały rozparcelowane z wydzieleniem parku z dworem. Resztę otrzymała w posiadanie Milicja Obywatelska urządzając posterunek. W latach 1957–60 dwór z parkiem przeszedł na rzecz Wydziału Oświaty RN w Radomsku, adaptując obiekt dla potrzeb szkoły, która jest użytkownikiem do chwili obecnej. W latach 1970–73 budując trasę komunikacyjną Warszawa – Katowice park podzielono na dwie części wycinając rosnący drzewostan. Trasa zajmuje pas szerokości około 60–80 m. Sądząc po wieku drzewostanu i zapisie w „Słowniku geograficznym Królestwa Polskiego” park przypuszczalnie założony był w II połowie XIX wieku.
Po wysiedleniu dziedzica, w pałacu jego była szkoła podstawowa i przedszkole. Cześć zajmowały jeszcze mieszkania dla nauczycieli. Przedszkole przeniesiono koło stawu, gdzie znajdowało się do 2009 roku. Od ok. lat 80. była podjęta próba budowy nowej szkoły. Nie przyniosła ona jednak rezultatu. Dlatego podjęto się drugiej próby w latach 90., czego wynikiem jest stojąca do dziś szkoła oddana do użytku w 1995 roku.
Kiedyś na początku wsi od strony miasta stał przy drodze w pobliżu szkoły duży drewniany krzyż (ok. 3 m wysokości), postawiony w 1864 r. po powstaniu styczniowym i uwłaszczeniu chłopów.

### Onomastyka nazwy
Dawne nazwy, do roku 1400 : Stobedtco, Stobethsco, Stobnicza. Wieś lokowana na prawie średzkim przez Leszka Czarnego, odsprzedana następnie Godinowi.
Pierwiastek *stob- ze znaczeniem „kamień” występuje bardzo licznie jeszcze przed okresem wielkich migracji słowiańskich głównie w nazwach wodnych obecnych na ziemiach ludów bałtyckich, oraz ziemiach północno-zachodniej słowiańszczyzny.

### Legendy
Na terenie posiadłości znajdował się także legendarny dąb w sąsiedztwie kościoła św. Rocha.

## Współczesność
Obecnie należy do województwa łódzkiego. Jest to miejscowość bardzo dobrze rozwijająca się. Istnieje tu wiele zakładów przemysłu drzewno-meblarskiego (największy – MEBIN), co jest niewątpliwie powiązane z bliskim położeniem Radomska. Poza tym miejscowość przecina ważny szlak komunikacyjny, trasa A1, wokół której znajdują się dwie stacje benzynowe i jedna gazu płynnego.
W miejscowości są szkoła podstawowa i jedyne w gminie Ładzice przedszkole w ramach Zespołu Szkolno-Przedszkolnego w Stobiecku Szlacheckim. W budynku Zespołu Szkolno-Przedszkolnego znajduje się również hala sportowa. Do tych obiektów uczęszczają także dzieci z kilku pobliskich wsi. Całość kompleksu edukacyjnego leży na terenie parku ze starymi, chronionymi drzewami (część z nich została usunięta ze względu na rozbudowę trasy Katowice – Warszawa).

## Gospodarka
W Stobiecku istnieje wiele zakładów stolarskich, punkty gastronomiczne w pobliskich stacjach paliw. Jest tam również działalność lakiernicza, oraz istnieją tam warsztaty samochodowe. Miejscowość posiada dobre położenie ekonomiczno-inwestycyjne, leży w Łódzkiej Specjalnej Strefie Ekonomicznej. W jej okolicy powstały fabryki.

## Komunikacja
Dojeżdżają tu autobusy PKS Radomsko i MPK Radomsko (linie nr 2, 25).
We wsi istnieje od ok. 15 lat kościół pw. św. Alberta Chmielowskiego. Od 2009 r. odrębna parafia katolicka pw. Św. Alberta Chmielowskiego.
 biegnie Łódzka Magistrala Rowerowa N-S